# درگیری‌های مرزی ترکیه-سوریه ۲۰۱۸
درگیری مرزی سوریه و ترکیه در سال ۲۰۱۸ از ۳۱ اکتبر ۲۰۱۸ آغاز شد هنگامی که نیروهای مسلح ترکیه شروع به گلوله‌باران مواضع یگان‌های مدافع خلق (YPG) در نزدیکی شهرهای کوبانی و تل ابیض و همچنین روستاهای اطراف کردند.

## پیش زمینه
روزنامه‌نگار احمد س. یایلا اظهار داشت که این عملیات ممکن است توسط ترکیه برای جابجایی عناصر هیئت تحریر الشام و القاعده از ادلب با توجه به توافق‌نامه کاهش تنش بین روسیه و ترکیه انجام شود. صالح مسلم، رئیس پیشین حزب اتحاد دموکراتیک نیز اظهار داشت که روسیه و ترکیه قصد داشتند تا از طریق این توافقنامه جهادگران حاضر در سوریه را برای نبرد علیه نیروهای کرد به مناطق تحت کنترل کردها بفرستند. در تاریخ ۳۰ اکتبر ۲۰۱۸، حلوصی آکار، وزیر دفاع ترکیه قبل از این عملیات در یک گردهمایی عمومی گفت: «برنامه این است که ی پ گ را از بین برده، سلاح‌های سنگین آنها را جمع آوری کرده و در نهایت اجازه دهیم تا مردم واقعی منبج بتوانند کنترل کامل شهر خود را در دست بگیرند.»

## درگیری‌ها

مناطق درگیری که با دایره مشخص شده‌اند

ارتش ترکیه گزارش داد که چهار شبه نظامی کُرد کشته و شش نفر دیگر نیز در اثر گلوله‌باران مواضع یگان‌های مدافع خلق زخمی شده‌اند. نیروهای دموکراتیک سوریه اظهار داشت که این حمله باعث شده‌است که آنها موقتاً عملیات علیه داعش در نزدیکی مرز عراق را متوقف کنند. نیروهای دموکراتیک سوریه اظهار داشت که مواضع آنها در امتداد مرز سوریه و ترکیه که توسط روژاوا کنترل می‌شود مورد حمله قرار گرفته‌است. در تاریخ ۳۰ اکتبر ۲۰۱۸، رئیس‌جمهور ترکیه رجب طیب اردوغان قول داد منطقه شرق فرات را از وجود شبه نظامیان کرد پاک کند، در حالی که در ۲۹ اکتبر نیروهای ترکیه مواضع یگان‌های مدافع خلق را در طول رود فرات هدف قرار داده بودند. در پاسخ به این حمله، نیروهای دموکراتیک سوریه چندین واحد را از منطقه دیرالزور برای مقابله با نیروهای ترکیه به مناطق درگیری منتقل کرد. در پاسخ به حمله ترکیه، یگان‌های مدافع خلق اعلام کرد که یک خودروی متعلق به ترکیه را منهدم کرده‌است و ویدئویی از این حمله را منتشر کرد. با این حال، این ادعا توسط دولت ترکیه تأیید نشد. یک خودروی نظامی ترکیه به یک ایستگاه مرزی در شهر تل ابیض آتش گشود و باعث کشته شدن یک عضو نیروهای دفاع از خود (HXP) شد.
با توجه به داشتن روابط مثبت ایالات متحده با ترکیه و نیروهای دموکراتیک سوریه، بنا بر گزارش‌ها یک هیئت نظامی آمریکایی با هدف تلاش برای میانجی‌گری بین دو طرف برای حل تنش‌ها وارد تل ابیض شد.
در۱ نوامبر ۲۰۱۸، ارتش ترکیه در راستای آماده شدن برای حمله، کوبانی را با هلیکوپتر و هویتزر مورد هدف قرار داد و همچنین برنامه‌های مربوط به حمله را با گروه‌های شورشی سوری متحد ترکیه، که در عفرین مستقرند هماهنگ کرد.
درگیری‌ها همچنان با گلوله‌باران پراکنده ادامه یافت و در تاریخ ۶ نوامبر ترکیه شهر راس العین را به عنوان یکی از مراکز تدارکاتی یگان‌های مدافع خلق هدف قرار داد.

## پیامدها

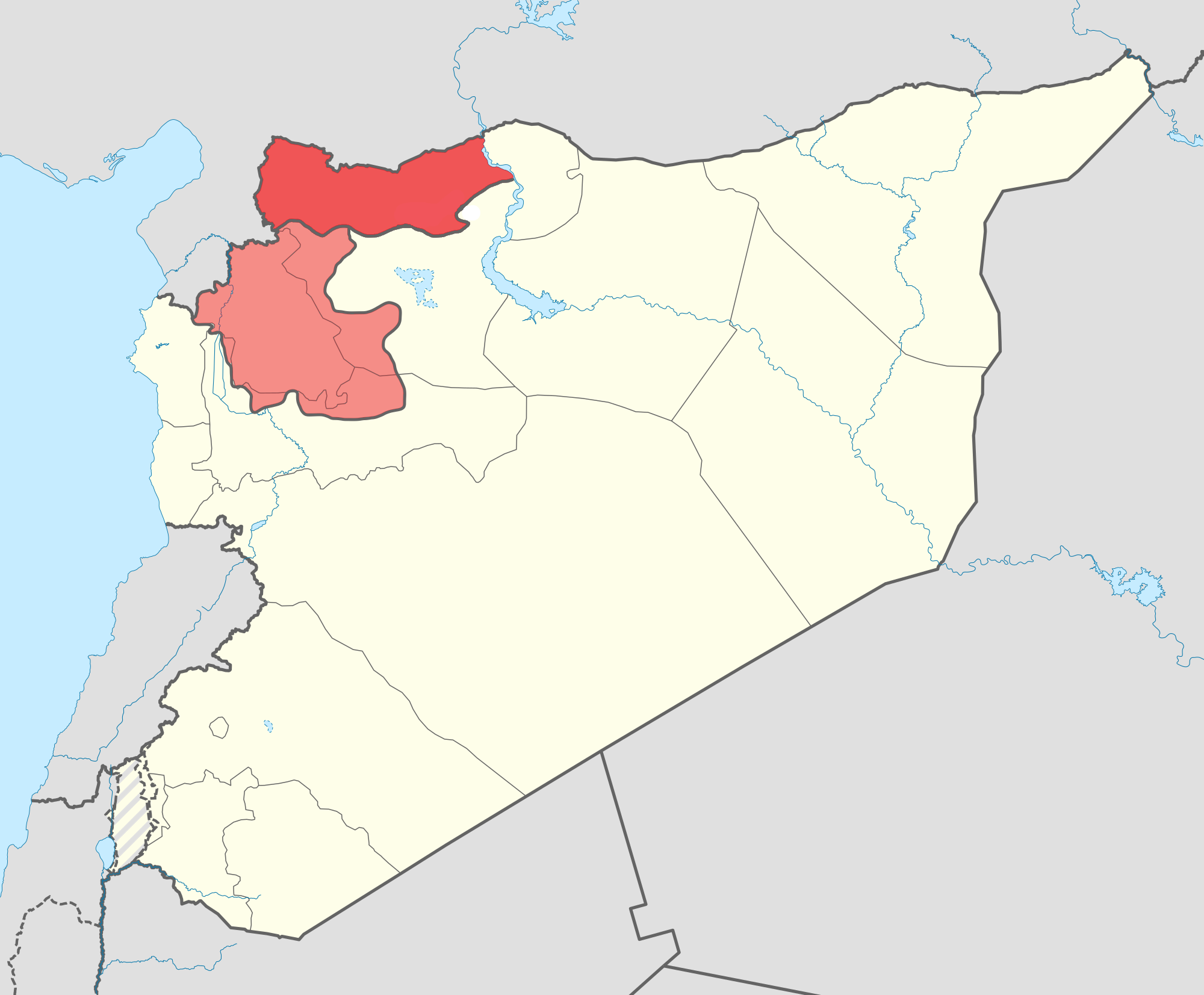
نقشه منطقه درگیری مرزی سوریه و ترکیه در سال ۲۰۱۸

در ۲۱ نوامبر، وزیر دفاع ایالات متحده جیمز متیس اعلام کرد که آمریکا برای جلوگیری از وقوع حوادث مشابه بین نیروهای ترکیه و شبه نظامیان کرد در منطقه پست‌های جدید دیده‌بانی در امتداد مرز ترکیه واقع در شمال سوریه خواهد ساخت. این تلاش به عنوان راهی برای کاهش تنش بین دو متحد ناتو دیده می‌شود که نیازی به اعزام نیروهای آمریکایی اضافی به سوریه ندارد. این اقدام باعث جنجال در آمریکا شد، قانونگذاران آمریکا نگرانی‌های خود را در مورد انحراف مأموریت سربازان آمریکایی از هدف اصلی حضور آمریکا در سوریه یعنی شکست داعش در هفته‌ها و ماه‌های اخیر ابراز کردند. قرار شد در مجموع سه پست دیده‌بانی در تل ابیض و دو پست در کوبانی ساخته شود. کار ساخت اولین پست دیده‌بانی تل ابیض در تاریخ ۲۷ نوامبر به پایان رسید. در مجموع سه پست دیده‌بانی تا ۱۲ دسامبر ساخته شد. یک مقام آمریکایی گفت: «مواضع ما به وضوح مشخص شده‌است و هر نیرویی که به آنها حمله کند قطعاً می‌داند که آنها در حال حمله به ایالات متحده هستند».
در ۱۲ دسامبر سال ۲۰۱۸، دولت ترکیه با ابراز تردید نسبت به اقدامات آمریکا برای تضمین امنیت مرزهای ترکیه در منطقه، اعلام کرد طی چند روز آینده عملیاتی علیه روژاوا آغاز خواهد کرد. در پاسخ، پنتاگون گفت که هرگونه اقدام نظامی یک جانبه در شمال سوریه، که نیروهای آمریکایی در آن فعالیت می‌کنند، «غیرقابل قبول» خواهد بود. با این حال، چند روز بعد ایالات متحده خبر خروج نیروهای خود را از سوریه را اعلام کرد و پس از آن ترکیه برنامه حمله به شمال سوریه را به تعویق انداخت.
در ۲۵ دسامبر، نیروهای دموکراتیک سوریه شهر عریمه در غرب منبج را به نیروهای دولت سوریه تحویل داد.
در تاریخ ۲۷–۲۸ دسامبر، شورای نظامی منبج برای جلوگیری از پیشروی‌های آینده ترکیه از ارتش سوریه برای ورود به منبج دعوت کرد. ارتش سوریه با وجود ادامه گشت زنی نیروهای آمریکایی در داخل شهر منبج و در امتداد خطوط تماس با ارتش آزاد سوریه تحت حمایت ترکیه به تدریج در حومه شهر مستقر شدند، واحدهای ارتش سوریه به استقرار و بسیج نیروها در امتداد مرز منبج ادامه دادند.
در پی انتقاد از برنامه‌ریزی خروج نیروهای آمریکایی، ایالات متحده در ۶ ژانویه امنیت متحدین کرد خود را به عنوان شرط عقب‌نشینی خود مطرح کرد.